# Giulio Alfieri

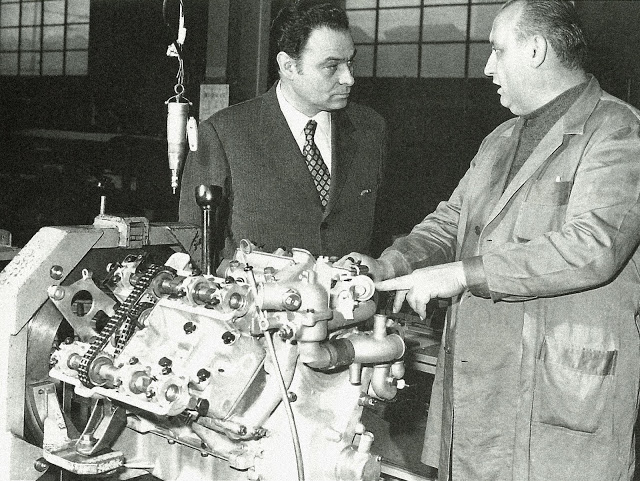
Alfieri, V6 SM, 1969

Giulio Alfieri (Parma, 10 luglio 1924 – Modena, 20 marzo 2002) è stato un ingegnere italiano attivo nel campo automobilistico. Lavorò con la Maserati dal 1953, dove fu fondamentale per lo sviluppo di autovetture da strada e da competizione tra gli anni cinquanta e gli anni sessanta.

## Biografia
«L’ingegner Giulio Alfieri sosteneva che “non bisogna mitizzare le persone”. In realtà quanto fece, le condizioni ed i mezzi con cui le fece, la disinvoltura ed i ritmi nel realizzarle hanno del mitico o, volendole ridurre alla più modesta aggettivazione, dell’eccezionale » (dalle memorie di Carlo Menon)
Dopo essersi laureato al Politecnico di Milano, all'inizio della sua carriera fu impiegato nell'azienda navale genovese Cantieri Navali del Tirreno, dove si occupò di turbine a vapore. Nel 1949 passò alla Innocenti.
Impiegato in Maserati nel settembre del 1953 da Adolfo Orsi, Alfieri si unì allo staff tecnico formato, tra gli altri, da Gioachino Colombo e Vittorio Bellentani.
Alfieri lavorò su motori a sei e otto cilindri usati sulla Maserati A6G54 (1955), sulla Maserati 250F (1957), oltre ai propulsori V8 delle vetture da competizione, più tardi usati come base per i motori V6 della Maserati Merak e della Citroën SM (1969). Contribuì anche ai prototipi dei motori V12 da installare sulle Cooper-Maserati per le gare di Formula 1 (1966)
Alfieri è comunque principalmente ricordato per la progettazione della Maserati 3500 GT (1957) e della Maserati Birdcage (1961), entrambi utilizzanti una lega leggera per la carrozzeria.
Lasciò la Maserati nel 1975; nello stesso anno lavorò per la Lamborghini, con Ubaldo Sgarzi, su motori V8 e V12 (1975-1987) e sulla progettazione di una nuova autovettura in materiali compositi. La storia dei materiali compositi in Lamborghini inizia nel settembre del 1982 quando l’ingegnere Giulio Alfieri, General Manager della Nuova Automobili Lamborghini, approfittando di un finanziamento europeo decise di avviare la progettazione e costruzione di una vettura sperimentale in materiali compositi.  Per l’occasione decise di assumere l’Ing. Rosario Vizzini, ingegnere aeronautico dell’Alenia che aveva lavorato come consulente presso la Boeing di Seattle WA per la costruzione della deriva degli aerei B-767 in fibra di carbonio. La Countach Evoluzione (che però non venne mai ufficialmente presentata) in Carbon Fiber Reinforced Plastic (CFRP) presentava una diminuzione di peso di circa 500 kg rispetto ai modelli Countach di riferimento e sull’anello di velocità di Nardò superò i 330 km/h.
Nel settore motociclistico partecipò alla progettazione della Lambretta 125 Record del 1951 e, in età più matura, realizzò il motore della celebre Laverda 1000 V6 del 1977. Nella prima metà degli anni settanta ricevette l'incarico dalla I.A.P. Industriale di ideare e attuare il layout produttivo dello stabilimento Honda Italia di Atessa, entrato in attività nel 1976.
Morì a Modena nel 2002.